# Хедлунд, Стефан
Стефан Петер Хедлунд (швед. Stefan Peter Hedlund, род. 20 декабря 1953 г.) — шведский исследователь, специалист по России, доктор философии (PhD) по экономике 

. Профессор Уппсальского университета (с 1990 года). Почётный профессор восточноевропейских исследований.

## Биография
Окончил Лундский университет (бакалавр экономики, 1976). Степень магистра экономики получил в Калифорнийском университете в Санта-Барбаре в 1977 году.
Хедлунд учился экономике со специализацией по коллективному сельскому хозяйству, он начал свою исследовательскую деятельность с африканских стран, в частности Танзании, однако затем перешёл к СССР и России.
Степень доктора философии по экономике получил в Лундском университете в 1983 году, защитив диссертацию по советскому сельскому хозяйству. С 1978 года там же сотрудник факультета экономики, лектор, с 1985 года ассистент-профессор, в 1988-90 годах ассоциированный профессор.
С 1984 года ассистент-профессор, с 1985 года ассоциированный профессор, с 1990 года полный профессор советологии и восточноевропейских исследований, одновременно с 2010 года исследовательский директор Уппсальского центра российских и евразийских исследований Уппсальского университета.
Впервые посетил Москву ещё при Брежневе, после чего неоднократно продолжал бывать там.
Профессор Стефан Хедлунд более 40 лет посвятил исследованиям в области политики, истории и экономики России. Когда он начал свою научную деятельность, главой Советского Союза был ещё Леонид Брежнев.
Владеет русским языком.

## Взгляды
В 2013 году отмечал, что во время уличных протестов во время «снежной революции» 2011—2012 годов, в Москве и Петербурге требованием митингующих была смена режима.
В своём интервью в начале 2015 года Хедлунд о нынешнем противостоянии России и Запада отмечает, что в Москве люди «показывают свою обеспокоенность происходящим. Многие склонны винить в происходящем Запад, немногие — российские власти». Также утверждал, что «Россия от недостатка мозгов не страдает».
Хедлунд считает, что традиционные российские институциональные модели остаются неизменными с XVI века, начиная с Московского царства страна ощущает себя в кольце врагов, ключевыми для неё являлись угрозы безопасности; отсюда склоность к мобилизацонной модели, ключевая роль госслужбы, значение гос-ва в экономике, отсутствие городов как привилегированных очагов автономии.
Он пишет: «Оглядываясь на пять веков российского развития — от высшей точки Московского государства до постсоветского времени — нельзя не поразиться военному могуществу и масштабам территориального расширения».
В своей книге 2010 года он отмечает всё возрастающее сходство современной России с Московией: автократия, нечёткие права собственности, служилые дворяне, зависящие от доброй воли правителя, ксенофобия.
В феврале 2025 года в научном издательстве Routledge вышло эссе Хедлунда «Russia Reverts to Muscovy: What if We Simply Drop „Russia“ from the Discourse?», в котором он поддерживает инициативу ряда украинцев переименовать Россию в «Московию». В этой книге рассматриваются аргументы, которая Украина выдвинула в пользу переименования. Книга отмечает, что россияне воспринимают Россию тесно связанную со средневековым Киевским государством, колыбелью России, что приводит к выводу о невозможности существования России без Украины. По мнению автора, современная Россия утратила много своей имперской территории и на своих западных рубежах вернулась к состоянию старой Московии конца XVI века. Автор утверждает, что название «Россия» стало использоваться только при Петре Великом; это позволяет Хедлунду утверждать, что время этого названия прошло. Также автор заявляет, что социальный порядок в современной России в нескольких важных аспектах схож с таковым в Московии.
Хедлунд пишет, что если международное сообщество продолжит говорить «Россия», это будет означать неявное принятие российского требования о сфере влияния, соответствующей сфере влияния Российской империи. Он призывает называть Россию Московией, поскольку Украина не была частью Россия, когда Россию называли Московией. Он утверждает, именно по причине стремления к расширению влияния для «современных российских империалистов» так важно называть страну Россией. «Если современные московиты хотят называть себя „русскими“ [„Russians“], то, конечно, они имеют на это право, так же как другие имеют право называть себя украинцами или белорусами. Неприемлемо то, что московиты утверждают, что все, чьи корни уходят в старое Киевское государство, являются „русскими“ [„Russians“] и что все они, независимо от того, как они себя определяют, должны согласиться на управление Москвой», — пишет Хедлунд. Красной нитью, которая проходит через всю книгу, является то, что на карту поставлено само понятие «Россия».

## Оценки
Борис Грозовский в 2015 году писал, что Хедлунд «очень неплохо знает историю России и новую институциональную теорию, но он явно симпатизирует европейским левым интеллектуалам».

## Работы
Автор около 20 книг и 200 статей.
- Невидимые руки, опыт России и общественная наука. Способы объяснения системного провала. — Издательский дом Высшей школы экономики, 2015. — ISBN 978-5-7598-1003-2.
- Hedlund, Stefan. “Russia reverts to Muscovy: What if we Simply Drop ‘Russia’ from the Discourse?” (англ.). — Routledge, 2025. — 164 p. — ISBN 9781032627670.